# Aircel Chennai Open 2017
Aircel Chennai Open 2017 byl tenisový turnaj mužů na profesionálním okruhu ATP World Tour, hraný v areálu SDAT Tennis Stadium na otevřených dvorcích s tvrdým povrchem Plexi Pave. Konal se na úvod sezóny mezi 2. až 8. lednem 2017 v indickém městě Čennaí jako dvacátý druhý ročník turnaje.
Událost se řadila do kategorie ATP World Tour 250. Celkový rozpočet činil 505 730 dolarů. Nejvýše nasazeným hráčem ve dvouhře se stal šestý tenista světa Marin Čilić z Chorvatska, který obdržel volný los do druhého kola. Jako poslední přímý účastník do hlavní singlové soutěže nastoupil 102. britský hráč žebříčku Aljaž Bedene, jenž  v úvodním kole vyřadil Guillerma Garcíu-Lópeze.
Pátý singlový titul na okruhu ATP Tour vyhrál 28letý  Roberto Bautista Agut ze Španělska, jenž si v Čennaí zopakoval finálový duel, když zde v roce 2013 odehrál první finále kariéry. Premiérovou společnou trofej ve čtyřhře vybojoval indický pár  Rohan Bopanna a Džívan Nedunčežijan, pro něhož to bylo vůbec první turnajové vítězství na okruhu.

## Rozdělení bodů a finančních odměn

### Rozdělení bodů
| Soutěž  | vítězové | finalisté | semifinalisté | čtvrtfinalisté | 16 v kole | 32 v kole | Q  | Q3 | Q2 | Q1 |
| ------- | -------- | --------- | ------------- | -------------- | --------- | --------- | -- | -- | -- | -- |
| dvouhra | 250      | 150       | 90            | 45             | 20        | 0         | 12 | 6  | 0  | 0  |
| čtyřhra | 250      | 150       | 90            | 45             | 0         |           |    |    |    |    |

### Finanční odměny
| dvouhra                             | $79 780 | $42 020 | $22 765 | $12 970 | $7 640 | $4 525 |
| čtyřhra                             | $24 240 | $12 740 | $6 910  | $3 950  | $2 310 |        |
| částka ve čtyřhře je uvedena na pár |         |         |         |         |        |        |

## Dvouhra mužů

### Nasazení
| Stát                             | Hráč                  | ATP | Nasazení |
| -------------------------------- | --------------------- | --- | -------- |
| Chorvatsko                       | Marin Čilić           | 6.  | 1.       |
| Španělsko                        | Roberto Bautista Agut | 14. | 2.       |
| Španělsko                        | Albert Ramos-Viñolas  | 27. | 3.       |
| Slovensko                        | Martin Kližan         | 35. | 4.       |
| Francie                          | Benoît Paire          | 47. | 5.       |
| Chorvatsko                       | Borna Ćorić           | 48. | 6.       |
| Rusko                            | Michail Južnyj        | 57. | 7.       |
| Čínská Tchaj-pej                 | Lu Jan-sun            | 64. | 8.       |
| Žebříček ATP k 26. prosinci 2016 |                       |     |          |

### Jiné formy účasti
Následující hráčí obdrželi divokou kartu do hlavní soutěže:
- Saketh Myneni
- Ramkumar Ramanathan
- Casper Ruud

Následující hráči postoupili z kvalifikace:
- Juki Bhambri
- Čong Hjon
- Jozef Kovalík
- Nikola Mektić

### Odhlášení
před zahájením turnaje
- Tommy Robredo → nahradil jej  Aljaž Bedene

## Mužská čtyřhra

### Nasazení
| Stát                                                                                      | Hráč            | Stát        | Hráč           | ATP  | Nasazení |
| ----------------------------------------------------------------------------------------- | --------------- | ----------- | -------------- | ---- | -------- |
| Izrael                                                                                    | Jonatan Erlich  | USA         | Scott Lipsky   | 99.  | 1.       |
| Argentina                                                                                 | Guillermo Durán | Argentina   | Andrés Molteni | 111. | 2.       |
| Indie                                                                                     | Leander Paes    | Brazílie    | André Sá       | 112. | 3.       |
| USA                                                                                       | Nicholas Monroe | Nový Zéland | Artem Sitak    | 114. | 4.       |
| Žebříček ATP k 26. prosinci 2016; číslo je součtem žebříčkového postavení obou členů páru |                 |             |                |      |          |

### Jiné formy účasti
Následující páry obdržely divokou kartu do hlavní soutěže:
- Sriram Baladži /  Višnu Vardhan
- Saketh Myneni /  Ramkumar Ramanathan

## Přehled finále

### Mužská dvouhra
- Roberto Bautista Agut vs.  Daniil Medveděv, 6–3, 6–4

### Mužská čtyřhra
- Rohan Bopanna /  Džívan Nedunčežijan vs.  Purav Radža /  Diviž Šaran, 6–3, 6–4